# Kati Wilhelm
Pour les articles homonymes, voir Wilhelm.
Kati Wilhelm, née le 2 août 1976 à Schmalkalden, est une biathlète allemande. Elle remporte trois titres olympiques, lors du sprint et du relais lors de l'édition de Salt Lake City en 2002 et la poursuite lors des jeux de Turin en 2006. Elle remporte une fois le globe de cristal récompensant la première du classement général de la coupe du monde lors de la saison 2005-2006.

## Biographie
Après avoir d'abord pratiqué le ski de fond, discipline dont elle a disputé les Jeux olympiques d'hiver de 1998 à Nagano, elle décide en 1999 d'essayer le biathlon. Elle remporte dès l'année 2000 sa première victoire en Coupe du monde.
Puis, l'année suivante, elle remporte son premier titre mondial.
Lors des Jeux olympiques d'hiver de 2002 de Salt Lake City, elle remporte deux médailles d'or, le sprint et le relais, et la médaille d'argent de la poursuite.

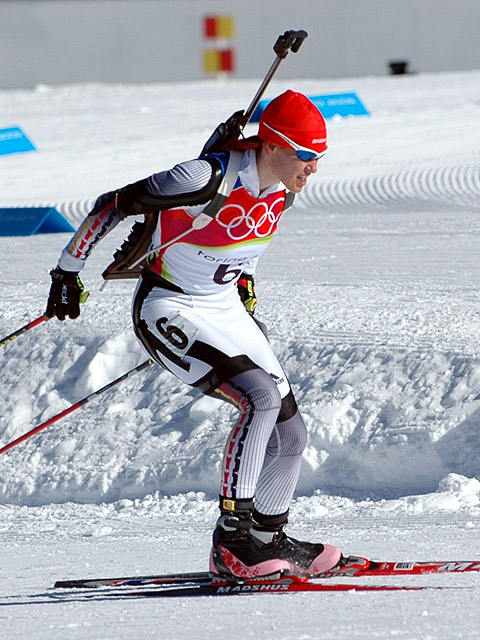
Kati Wilhelm aux Jeux de Turin

Elle devient l'une des meilleures biathlètes mondiales, terminant la saison 2004-2005 à la deuxième place du classement général de la coupe du monde. Lors de la saison suivante, elle est en tête du classement lorsque se présentent les Jeux olympiques d'hiver de 2006 à Turin.
Elle est tout d'abord porte drapeau de la délégation allemande lors de la cérémonie d'ouverture. À la suite du sprint qu'elle termine à la septième place, elle s'élance sur l'épreuve de poursuite à 18 secondes de la Française Florence Baverel-Robert. Elle termine cette épreuve avec plus d'une minute sur la deuxième, sa compatriote Martina Glagow. Cette médaille d'or fait d'elle la première biathlète à remporter trois médailles d'or aux jeux. Deux nouvelles médailles, en argent avec le relais puis sur la mass-start, complètent son palmarès. 
Elle termine la saison en remportant le classement général de la Coupe du monde, remportant également les petits globes pour le sprint et la poursuite. En 2006-2007, elle gagne une seule course à Poklujka, mais est toujours deuxième du classement général de la Coupe du monde. Aux Championnats du monde à Antholz, elle prend la médaille de bronze de la mass start et l'or au relais, sa première dans la discipline qu'elle gagne de nouveau en 2008.
Aux Championnats du monde 2009, elle remporte les titres du sprint et de l'individuel et les médailles d'argent de la poursuite et du relais. Elle porte définitivement son total de victoires individuelles à 21.
Aux Jeux olympiques d'hiver de 2010, Wilhelm décroche sa sixième médaille en trois éditions des Jeux avec celle de bronze au relais. Au mieux, individuellement, elle est quatrième.
En mars 2010, elle décide de mettre à terme sa carrière sportive.
Elle devient ensuite commentatrice de biathlon sur la chaîne allemande ARD.

## Palmarès

### Jeux olympiques
| Édition / Épreuve   | Individuel | Sprint                         | Poursuite                          | Mass start                         | Relais                              |
| ------------------- | ---------- | ------------------------------ | ---------------------------------- | ---------------------------------- | ----------------------------------- |
| Salt Lake City 2002 | —          | Médaille d'or, Jeux olympiques | Médaille d'argent, Jeux olympiques | Épreuve inexistante à cette date   | Médaille d'or, Jeux olympiques      |
| Turin 2006          | 16e        | 7e                             | Médaille d'or, Jeux olympiques     | Médaille d'argent, Jeux olympiques | Médaille d'argent, Jeux olympiques  |
| Vancouver 2010      | 4e         | 30e                            | 12e                                | 25e                                | Médaille de bronze, Jeux olympiques |

Légende :
- : première place, médaille d'or
- : deuxième place, médaille d'argent
- : troisième place, médaille de bronze
- : pas d'épreuve
- —  : non disputée par Kati Wilhelm

### Championnats du monde
| Édition / Épreuve    | Individuel           | Sprint               | Poursuite                | Mass start                | Relais                    | Relais mixte                     |
| -------------------- | -------------------- | -------------------- | ------------------------ | ------------------------- | ------------------------- | -------------------------------- |
| Pokljuka 2001        | —                    | Médaille d'or, monde | 7e                       | 5e                        | Médaille d'argent, monde  | Épreuve inexistante à cette date |
| Khanty-Mansiïsk 2003 | —                    | 37e                  | 38e                      | 22e                       | Médaille de bronze, monde | Épreuve inexistante à cette date |
| Oberhof 2004         | —                    | 26e                  | 15e                      | 10e                       | Médaille de bronze, monde | Épreuve inexistante à cette date |
| Hochfilzen 2005      | 27e                  | 28e                  | 13e                      | 5e                        | Médaille d'argent, monde  | Médaille de bronze, monde        |
| Pokljuka 2006        | J.O de Turin         | J.O de Turin         | J.O de Turin             | J.O de Turin              | J.O de Turin              | 4e                               |
| Antholz 2007         | Abandon              | 7e                   | 9e                       | Médaille de bronze, monde | Médaille d'or, monde      | —                                |
| Östersund 2008       | 33e                  | 21e                  | 13e                      | 8e                        | Médaille d'or, monde      | —                                |
| Pyeongchang 2009     | Médaille d'or, monde | Médaille d'or, monde | Médaille d'argent, monde | 30e                       | Médaille d'argent, monde  | —                                |

Légende :
- : première place, médaille d'or
- : deuxième place, médaille d'argent
- : troisième place, médaille de bronze
- : pas d'épreuve
- —  : non disputée par Kati Wilhelm

### Coupe du monde
- Meilleur classement général : vainqueur en 2006.
- 6 petits globes de cristal : 2 en sprint (2005 et 2006), 3 en poursuite (2006, 2007 et 2009) et 1 pour le départ groupé (2007).
- selon l'Union internationale de biathlon, qui inclut les Jeux olympiques et les Championnats du monde :

69 podiums individuels : 21 victoires, 29 deuxièmes places et 19 troisièmes places.

#### Classements en Coupe du monde
| Saison    | Classement général final | Individuel | Sprint | Poursuite | Mass start |
| 2000-2001 | 8e                       | 27e        | 9e     | 9e        | 6e         |
| 2001-2002 | 8e                       | 55e        | 6e     | 8e        | 6e         |
| 2002-2003 | 13e                      | 38e        | 9e     | 15e       | 10e        |
| 2003-2004 | 8e                       | 23e        | 7e     | 7e        | 20e        |
| 2004-2005 | 2e                       | 11e        | 1re    | 4e        | 3e         |
| 2005-2006 | 1re                      | 10e        | 1re    | 1re       | 2e         |
| 2006-2007 | 2e                       | 9e         | 2e     | 1re       | 1re        |
| 2007-2008 | 4e                       | 21e        | 3e     | 3e        | 4e         |
| 2008-2009 | 2e                       | 4e         | 4e     | 1re       | 2e         |
| 2009-2010 | 7e                       | 4e         | 5e     | 11e       | 7e         |

#### Statistiques en Coupe du monde
| Résultat  | Épreuves individuelles | Épreuves individuelles | Épreuves individuelles | Épreuves individuelles | Épreuves individuelles | Relais | Relais       | Relais | Total |
| Résultat  | Individuel             | Sprint                 | Poursuite              | Départ en masse        | Total                  | Relais | Relais mixte | Total  | Total |
| --------- | ---------------------- | ---------------------- | ---------------------- | ---------------------- | ---------------------- | ------ | ------------ | ------ | ----- |
| 1re place | 1                      | 11                     | 6                      | 3                      | 21                     |        |              | 16     | 37    |
| 2e place  | 2                      | 9                      | 13                     | 5                      | 29                     |        |              | 15     | 44    |
| 3e place  | 2                      | 9                      | 4                      | 4                      | 19                     |        |              | 6      | 25    |

#### Victoires
| Édition / Épreuve                    | Individuel                  | Sprint                                         | Poursuite                                                                          | Mass start        | Total |
| Coupe du monde de biathlon 2000-2001 |                             | Pokljuka (Ch. du monde) Lake Placid            |                                                                                    |                   | 2     |
| Coupe du monde de biathlon 2001-2002 |                             | Salt Lake City (Jeux olympiques)               |                                                                                    |                   | 1     |
| Coupe du monde de biathlon 2002-2003 |                             | Oestersund                                     | Oestersund                                                                         | Lahti             | 3     |
| Coupe du monde de biathlon 2004-2005 |                             | Antholz-Anterselva Torino - Cesana San Sicario | Khanty-Mansiysk                                                                    |                   | 3     |
| Coupe du monde de biathlon 2005-2006 |                             | Hochfilzen Oberhof Antholz-Anterselva          | Antholz-Anterselva Torino - Cesana San Sicario (Jeux olympiques) Oslo Holmenkollen |                   | 6     |
| Coupe du monde de biathlon 2006-2007 |                             |                                                | Pokljuka                                                                           |                   | 1     |
| Coupe du monde de biathlon 2007-2008 |                             | Antholz-Anterselva                             |                                                                                    | Oslo Holmenkollen | 2     |
| Coupe du monde de biathlon 2008-2009 | Pyeong Chang (Ch. du monde) | Pyeong Chang (Ch. du monde)                    |                                                                                    | Oberhof           | 3     |
| Total                                | 1                           | 11                                             | 6                                                                                  | 3                 | 21    |